# BMW X1
BMW X1 är en serie mindre SUV:ar, tillverkade av den tyska biltillverkaren BMW.

## E84 (2009-15)
Se vidare under huvudartikeln BMW E84.

## F48 (2015-22)
Se vidare under huvudartikeln BMW F48.

## U11 (2022- )
Se vidare under huvudartikeln BMW U11.

## Bilder

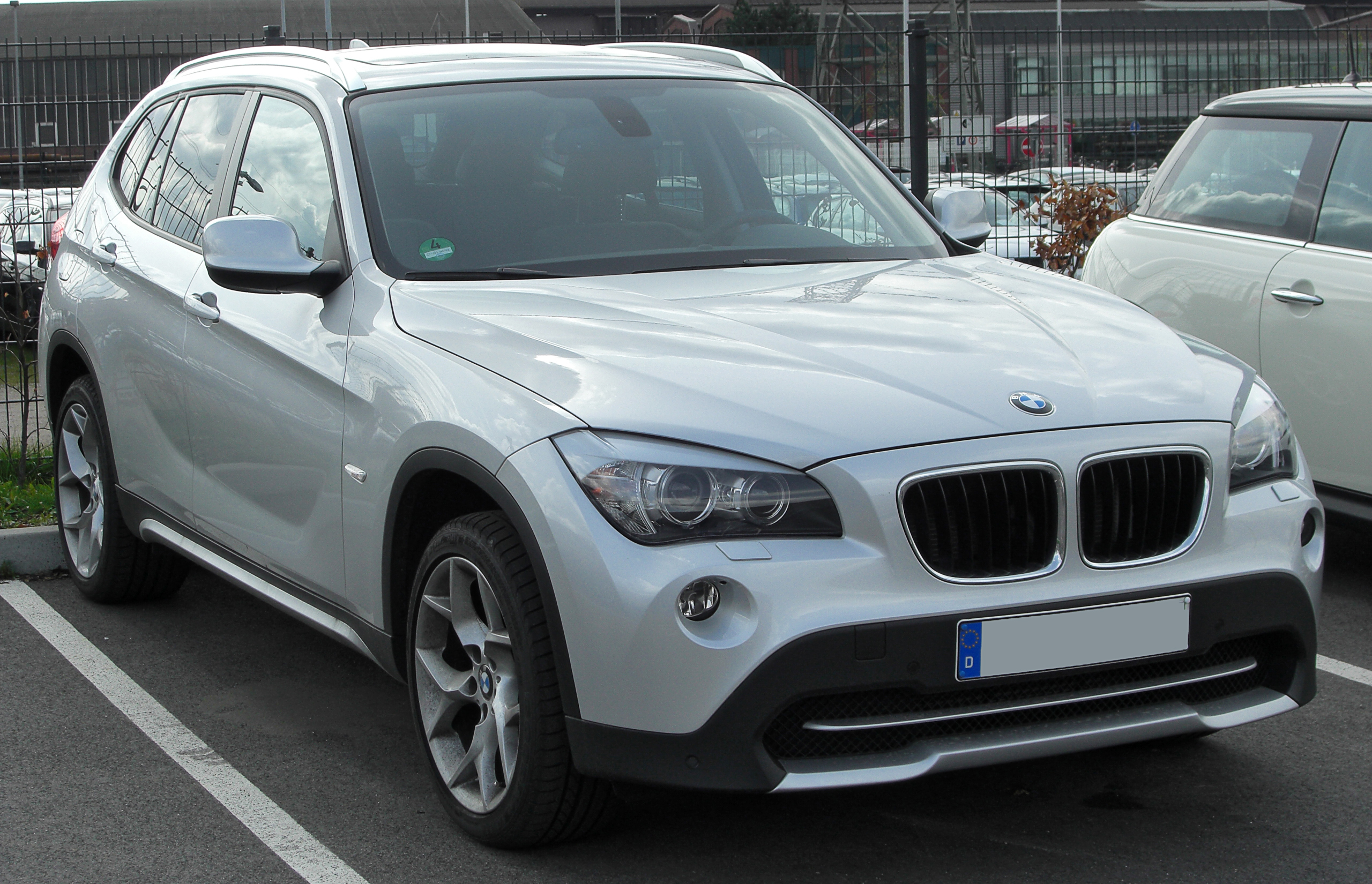
BMW E84.
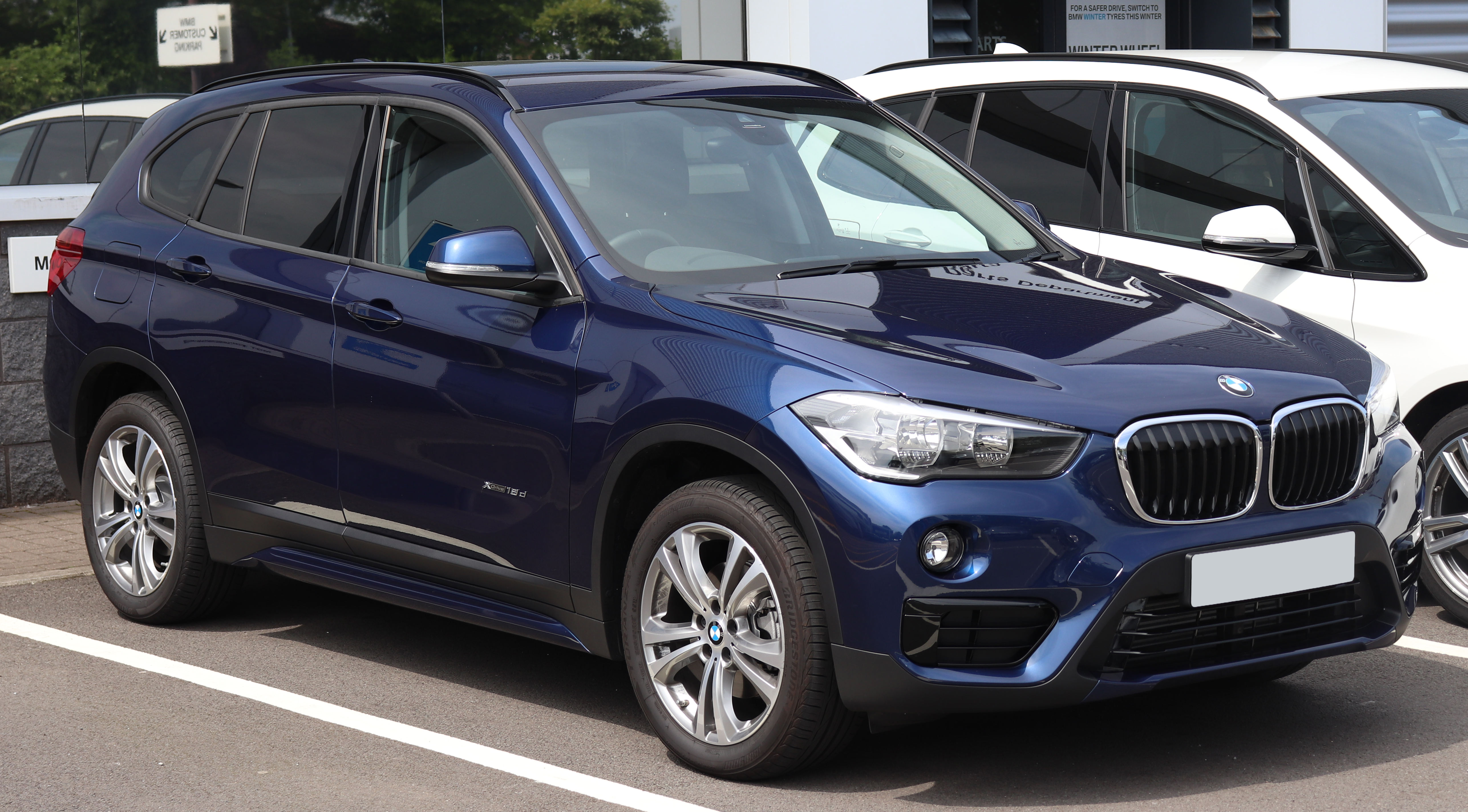
BMW F48.
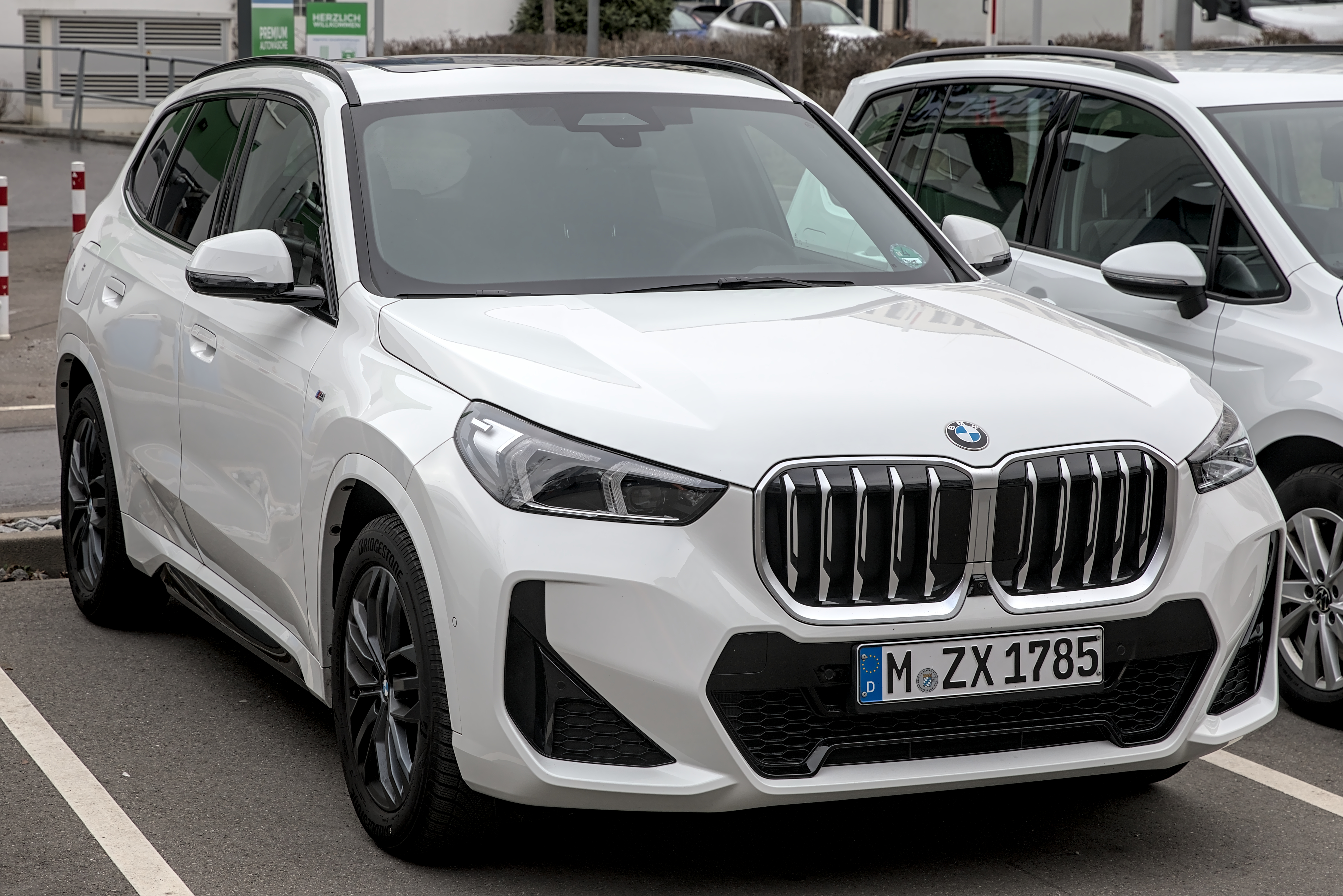
BMW U11.